# Golpe de Estado no Panamá em 1968
Golpe de Estado de 11 de outubro de 1968 foi um evento ocorrido em 11 de outubro de 1968 na República do Panamá, quando os comandos médios da Guarda Nacional do Panamá, liderados pelo major Boris Martínez, pelo tenente-coronel  Jose Humberto Ramos, por Rubén Darío Paredes e outros militares conduziram um golpe militar, derrubando o presidente eleito e constitucional Arnulfo Arias Madrid, que havia tomado posse do cargo há onze dias.

## O incidente
Na sexta-feira 11 de outubro de 1968, a Guarda Nacional depôs o presidente Arnulfo Arias, que estava em um cinema na cidade. Ao tomar conhecimentos dos fatos, refugiou-se na Zona do Canal do Panamá sob o controle do exercito estadunidense. O major Boris Martínez de Chiriquí e o tenente-coronel Jose Humberto Ramos desde Santiago, comandaram o golpe. Uma Junta Provisional de Gobierno, liderada pelos coronéis José María Pinilla e Bolívar Urrutia, seria imposta.
Em 12 de outubro no periódico El Mundo (o único circulou naquele dia) foi indicado que uma junta militar tomou o poder, sem mencionar os nomes dos seus membros e que tropa com os capacetes de aço e armadas com metralhadoras cercavam a residência de Arnulfo Arias, que conseguiu refugiar-se na Zona do Canal. Também relatou que tiros esporádicos foram suscitados "nas áreas mais pobres da cidade", enquanto que o diretor do Hospital Santo Tomás declara que um homem e uma mulher foram baleados e feridos. O jornal alertou que todos os direitos civis tinham sido suspensos.
Durante 1968, foi registrado uma atividade guerrilheira na área urbana e no interior do país pela Federación de Estudiantes de Panamá e outras organizações, bem como apoiantes do presidente deposto Arias. Houve atos militares contra a Guarda Nacional, fechamento de jornais e se desenvolveu a emissão de panfletos e escritos clandestinos.